# Ratio de Sortino
La ratio de Sortino (también denominada razón de Sortino, relación de Sortino o índice de Sortino) mide el rendimiento ajustado al riesgo de una inversión, activo, cartera de valores o estrategia. Es una modificación del ratio de Sharpe, pero penaliza solo aquellos rendimientos que caen por debajo de un objetivo especificado por el usuario o de la tasa de retorno requerida, mientras que el índice de Sharpe penaliza por igual tanto la volatilidad al alza como a la baja. Aunque ambos índices miden el rendimiento ajustado al riesgo de una inversión, lo hacen de maneras significativamente diferentes, lo que con frecuencia conducirá a conclusiones diferentes sobre la verdadera naturaleza de la eficiencia generadora de rendimiento de la inversión.
El índice de Sortino se utiliza como una forma de comparar el desempeño ajustado al riesgo de programas con diferentes perfiles de riesgo y retorno. En general, los rendimientos ajustados al riesgo buscan normalizar el riesgo entre programas y luego ver cuál tiene la unidad de rendimiento más alta por riesgo.

## Definición
La relación {\displaystyle S} se calcula como
{\displaystyle S={\frac {R-T}{DR}}} ,
donde {\displaystyle R} es el rendimiento obtenido promedio del activo o cartera, {\displaystyle T} es la tasa de rendimiento objetivo o requerida para la estrategia de inversión bajo consideración (originalmente llamada rendimiento mínimo aceptable MAR), y {\displaystyle DR} es la semidesviación objetivo (la raíz cuadrada de la semivarianza objetivo), denominada desviación a la baja. {\displaystyle DR} se expresa en porcentajes y, por lo tanto, permite establecer clasificaciones de la misma manera que la desviación típica.
Una forma intuitiva de ver el riesgo a la baja es la desviación estándar anualizada de los rendimientos por debajo del objetivo. Otra es la raíz cuadrada de los rendimientos ponderados por probabilidad al cuadrado por debajo del objetivo. La elevación al cuadrado de los rendimientos inferiores al objetivo tiene el efecto de penalizar los fracasos a una tasa cuadrática. Esto es consistente con las observaciones realizadas sobre el comportamiento de la toma de decisiones individuales en condiciones de incertidumbre.
{\displaystyle DR={\sqrt {\int _{-\infty }^{T}(T-r)^{2}f(r)\,dr}}}
Aquí
{\displaystyle DR} = desviación a la baja o (comúnmente conocida en la comunidad financiera como) "riesgo a la baja" (por extensión, {\displaystyle DR^{2}} = variación a la baja),
{\displaystyle T} = el rendimiento objetivo anual, originalmente denominado rendimiento mínimo aceptable MAR,
{\displaystyle r} = la variable aleatoria que representa el rendimiento de la distribución de rendimientos anuales {\displaystyle f(r)}, y
{\displaystyle f(r)} = la distribución para los rendimientos anuales, por ejemplo, una distribución log-normal.
Por las razones que se exponen a continuación, se prefiere esta fórmula continua a una versión discreta más simple que determina la desviación estándar de los rendimientos periódicos por debajo del objetivo tomados de la serie de rendimientos:
1. La forma continua permite que todos los cálculos posteriores se realicen utilizando rendimientos anuales, la forma natural para que los inversores especifiquen sus objetivos de inversión. La forma discreta requiere rendimientos mensuales para que haya suficientes puntos de datos para realizar un cálculo significativo, lo que a su vez requiere convertir el objetivo anual en un objetivo mensual. Esto afecta significativamente a la cantidad de riesgo que se identifica. Por ejemplo, la meta de ganar el 1% cada mes de un año genera un riesgo mayor que la meta aparentemente equivalente de ganar el 12% en un año.
2. Sortino y Forsey (1996) propusieron una segunda razón para preferir fuertemente la forma continua a la discreta:

"Antes de realizar una inversión, no sabemos cuál será el resultado... Después de realizar la inversión, si queremos medir su desempeño, todo lo que sabemos es cuál fue el resultado, no cuál podría haber sido. Para hacer frente a esta incertidumbre, asumimos que se necesita una estimación razonable del rango de posibles rendimientos, así como de las probabilidades asociadas con la estimación de esos rendimientos... En términos estadísticos, la forma de [esta] incertidumbre se denomina distribución de probabilidad. En otras palabras, observar solamente los valores discretos mensuales o anuales no cuenta toda la historia".

Usar los puntos observados para crear una distribución es un elemento básico de la medición del desempeño convencional. Por ejemplo, los rendimientos mensuales se utilizan para calcular la media y la desviación estándar de un fondo. Utilizando estos valores y las propiedades de la distribución normal, se pueden hacer afirmaciones como la probabilidad de perder dinero (aunque en realidad no se hayan observado rendimientos negativos) o el rango dentro del cual se encuentran dos tercios de todos los rendimientos (aun cuando no necesariamente se han producido retornos específicos que identifican este rango). La capacidad para hacer estas afirmaciones proviene del proceso de asumir la forma continua de la distribución normal y algunas de sus propiedades bien conocidas.
En la teoría del portafolio postmoderna se sigue un proceso análogo.
1. Observar los rendimientos mensuales.
2. Ajustar una distribución que permita la asimetría de las observaciones.
3. Anualizar los rendimientos mensuales, asegurándose de que se mantengan las características de forma de la distribución.
4. Aplicar cálculo integral a la distribución resultante para calcular las estadísticas apropiadas.

Como advertencia, algunos profesionales han caído en el hábito de utilizar rendimientos periódicos discretos para calcular el riesgo a la baja. Este método es conceptual y operativamente incorrecto y niega la estadística fundamental de la teoría posmoderna de la cartera desarrollada por Brian M. Rom y Frank A. Sortino.

## Uso
El índice de Sortino se utiliza para calificar los rendimientos ajustados al riesgo de una cartera en relación con un objetivo de inversión utilizando el riesgo a la baja. Esto es análogo al índice de Sharpe, que califica los rendimientos ajustados al riesgo en relación con la tasa libre de riesgo utilizando la desviación estándar. Cuando las distribuciones de retorno son casi simétricas y el retorno objetivo está cerca de la mediana de la distribución, estas dos medidas producirán resultados similares. A medida que aumenta la asimetría y los objetivos varían de la mediana, se puede esperar que los resultados muestren diferencias drásticas.
Los profesionales que utilizan una desviación estándar parcial (LPSD) más baja en lugar de una desviación estándar también tienden a utilizar el índice de Sortino en lugar del de Sharpe.